# 7551-es mellékút (Magyarország)
A 7551-es számú mellékút egy eredetileg hét, 2019-es állapot szerint inkább csak öt és fél három kilométer hosszú, négy számjegyű országos közút Zala vármegyében. Nagykanizsa központja felől vezet a város egyik különálló városrészén keresztül a 74-es főútig. Nagyon valószínű, hogy a 74-es mai nyomvonalának forgalomba helyezése előtt a főút egyik szakasza volt.

## Nyomvonala
Kilométer-számozása a 2019-es állapot szerint az 1,359-es kilométerszelvénytől kezdődik: eszerint a 7-es főútból ágazik ki, a 208-as kilométerénél lévő körforgalmú csomópontból, Nagykanizsa területén. Korábban feltehetőleg a nagykanizsai belvárosban, az Erzsébet térnél kezdődött; kilométer-számozását a jelek szerint megtartotta az aszerinti állapotban, de belvárosi szakasza, a Magyar utca ezen csomóponttól délre húzódó része ma csak önkormányzati út.
A 7-es főúttól északra eső városrészben ugyancsak Magyar utca néven húzódik, közben 600 méter után (bár a kilométer-számozása szerint már majdnem a második kilométerénél) keresztez egy iparvágányt. A 2,600-as kilométerszelvénye táján elhalad az M7-es autópálya alatt; a sztráda itt a 209,700-as kilométerszelvényénél tart. A sztrádától északra már Palin városrészben húzódik, Alkotmány út néven, onnan csak az 5,900-as kilométerszelvénye közelében lép ki.
Nagyjából 6,7 kilométer után nyugatabbi irányt vesz, ott ágazik ki belőle észak felé a 7527-es út. A Nagykanizsához tartozó egykori kis település, ma városrész Korpavár területén ér véget, beletorkollva a 74-es főútba; a főút a csatlakozásnál szinte pontosan 5,5 kilométer megtételénél jár. Teljes hossza, az országos közutak térképes nyilvántartását szolgáló kira.gov.hu adatbázisa szerint 7,005 kilométer.

## Története
A Kartográfiai Vállalat által 1989-ben kiadott Magyarország autóatlasza még egyértelműen a 74-es főút részeként tünteti fel az útszakaszt.